# Качемак-село
Качемак-село (англ. Kachemak Selo) — населённый пункт в боро Кенай в штате Аляска, США. Расположен на полуострове Кенай, в 30 км к востоку от города Хомера. Является одним из нескольких поселений русских староверов в статистически обособленной местности Фокс-Ривер. Число жителей составляет 160 человек. Единственная сухопутная дорога до села лежит через трассу Хомер — Вознесенка: при спуске с крутой возвышенности по направлению на пляж и по прохождении 1 километра можно достичь поселения.